# Eddie Sutton
Edward Eugene Sutton, detto Eddie (Bucklin, 12 marzo 1936 – Tulsa, 23 maggio 2020), è stato un cestista e allenatore di pallacanestro statunitense.
È membro del Naismith Memorial Basketball Hall of Fame dal 2020 in qualità di allenatore.

## Carriera
Fu il primo allenatore ad essersi qualificato al Campionato di pallacanestro NCAA Division I con quattro differenti squadre. Vantava oltre 800 vittorie in NCAA e tre apparizioni nelle Final Four.
Nel 1988 presiedette la National Association of Basketball Coaches.

## Palmarès
- Henry Iba Award (1977)
- Associated Press College Basketball Coach of the Year (1978)